# Wotaku ni Koi wa Muzukashii
Wotaku ni Koi wa Muzukashii (яп. ヲタクに恋は難しい, Отаку ні Коі ва Мудзукашіі, англ. Wotakoi: Love is Hard for Otaku) — японська манґа Фуджіти, яка була вперше опублікована на вебсайті для художників pixiv, а з листопада 2015 року видається видавництвом Ichijinsha в електронному журналі comic POOL. Сюжет манґи обертається довкола романтичних стосунків між офісними працівниками, які приховано є отаку. За манґою студією A-1 Pictures був створений аніме-серіал, який транслювався з 13 квітня до 22 червня 2018 року.

## Сюжет
Сюжет манґи обертається довкола романтичних стосунків між офісними працівниками Нарумі, яка приховує, що вона є фуджоші (яп. 腐女子) — прихильницею жанру яою, та Хіротакою, геймером-отаку.

## Персонажі
Нарумі Момосе (яп. 桃瀬成海, Момосе Нарумі)
Сейю: Аріса Дате
Офісна працівниця. Фанатка жанру яою, проте також полюбляє отоме-ігри (ігри для дівчат з основною романтичною складовою) та цікавиться ідолами. Приховує, що є отаку.
Хіротака Ніфуджі (яп. 二藤宏嵩, Ніфуджі Хіротака)
Сейю: Кенто Іто
Колега та друг дитинства Нарумі. Геймер-отаку. Гарний та розумний. На відміну від Нарумі, не переймається через те, що про його захоплення можуть дізнатися інші люди. Закоханий в Нарумі з дитинства.
Ханака Коянаґі (яп. 小柳花子, Коянаґі Ханака)
Сейю: Міюкі Савашіро
Керівниця Нарумі. Приховано є відомою косплеєркою чоловічих персонажів. Крім того, вона грає в ігри та читає манґу жанру яою. Зустрічається з Таро.
Таро Кабакура (яп. 樺倉太郎, Кабакура Тарō)
Сейю: Томокадзу Суґіта
Колега Нарумі. Також є отаку, хоча меншою мірою, ніж головні герої. Зустрічається з Ханакою.
Наоя Ніфуджі (яп. 二藤尚哉, Ніфуджі Наоя)
Сейю: Юкі Каджі
Молодший брат Хіротаки. Студент університету. Підтримує свого брата у всьому і бажає йому успіху. Погано грає у відеоігри.
Ко Сакураґі (яп. 桜城光, Сакураґі Кō)
Сейю: Аой Юкі
Дівчина з того ж університету, в якому навчається Наоя. Геймер, в мультиплеєрних іграх завжди грає сама. Замкнута і тиха. Має звичку часто вибачатися. Своєю замкненістю Наої вона нагадує брата, через що він вирішив з нею подружитися. Схоже, що Наоя вважає її хлопцем.

## Медіа

### Манґа
Манґа створена манґакою Фуджітою і вперше опублікована у 2014 році онлайн на вебсайті для художників pixiv, з 6 листопада 2015 року виходить в електронному журналі comic POOL видавництва Ichijinsha. Перший том манґи у друкованому форматі вийшов 30 квітня 2015, а останній (станом на травень 2019), 7 том, опублікований 29 березня 2019 року.
Станом на липень 2017 року загальний тираж манґи становив 4,2 млн копій, на липень 2018 року — 7 млн копій (включно з електронними продажами).
Англійською мовою манґа видається компанією Kodansha Comics з квітня 2018 року.

#### Список томів
| №  | Дата виходу                                                | ISBN                                                              |
| -- | ---------------------------------------------------------- | ----------------------------------------------------------------- |
| 1  | 30 квітня 2015                                             | ISBN 978-4758008464                                               |
| 2  | 31 червня 2016                                             | ISBN 978-4758008990                                               |
| 3  | 23 грудня 2016                                             | ISBN 978-4758009348                                               |
| 4  | 26 липня 2017                                              | ISBN 978-4758009515                                               |
| 5  | 2 лютого 2018                                              | ISBN 978-4758009799                                               |
| 6  | 31 липня 2018                                              | ISBN 978-4758009874                                               |
| 7  | 29 березня 2019                                            | ISBN 978-4758020190                                               |
| 8  | 13 грудня 2019                                             | ISBN 978-4-75-802058-9                                            |
| 9  | 5 серпня 2020                                              | ISBN 978-4-75-802120-3                                            |
| 10 | 26 лютого 2021 (w/BD edition) 26 лютого 2021 (regular ed.) | ISBN 978-4-75-802189-0 (w/BD ed.) 978-4-75-802188-3 (regular ed.) |
| 11 | 14 жовтня 2021 (w/BD edition) 14 жовтня 2021 (regular ed.) | ISBN 978-4-75-802282-8 (w/BD ed.) 978-4-75-802281-1 (regular ed.) |

### Аніме

#### Історія створення
Відео з анонсом аніме-адаптації з'явилося у липні 2017 року на великих екранах ALTA Vision в районі Шінджюку, Токіо. Аніме-серіал на основі манґи створений студією A-1 Pictures. Режисер — Йошімаса Хірайке, дизайн персонажів — Кьоко Ясуда, музикальний супровід — Акіміцу Хомма. Загалом містить 11 серій, кожна тривалістю 30 хвилин. Опенінг — пісня «Fiction» (яп. フィクション) у виконанні групи Sumika. Серіал має два ендинги:
- у 1-8 та 10-11 серіях — пісня «Kimi no Tonari» (яп. キミの隣) співачки halca[en][24][6];
- у 9-й серії — пісня «Ashitamomata» (яп. 明日もまた) співачки halca[en][6].

29 березня 2019 року разом з сьомим томом манґи на Blu-ray дисках вийшла нова 20-хвилинна OVA-серія під назвою «Youth», в якій розповідається про стосунки Ханако і Таро під час їхнього навчання в школі.

#### Показ та продажі
Серіал транслювався в Японії з 13 квітня 2018 до 22 червня 2018 року в блоку програм Noitamina телевізійної мережі Fuji Television.
Аніме-серіал доступний для перегляду на вебплатформі Amazon Video.
У 2018 році компанією Aniplex серіал випущено в Японії на 4 Blu-ray- та DVD-томах. Перший том вийшов 12 вересня 2018 року, останній том з'явився 12 грудня 2018 року.

#### Список серій
Список серій аніме відповідно до даних сайту cal.syoboi.jp:
| №  | Назва серії                                                                | Дата виходу    |
| -- | -------------------------------------------------------------------------- | -------------- |
| 1  | «Narumi to Hirotaka no Saikai. Soshite…» (成海と宏嵩の再会。そして…)       | 13 квітня 2018 |
| 2  | «Koibito? Hajimemashita» (恋人？始めました)                                | 20 квітня 2018 |
| 3  | «Sokubai-kai to Gēmu-kai» (即売会とゲーム会)                               | 27 квітня 2018 |
| 4  | «Otona no Koi mo Muzukashī?» (オトナの恋も難しい？)                        | 4 травня 2018  |
| 5  | «Naoya Tōjō to Gēmu-kai Pātsu II» (尚哉登場とゲーム会PartⅡ)                | 11 травня 2018 |
| 6  | «Yūutsuna Kurisumasu» (憂鬱なクリスマス)                                   | 18 травня 2018 |
| 7  | «Netoge to, Sorezore no Yoru» (ネトゲと、それぞれの夜)                     | 25 травня 2018 |
| 8  | «Nigatena kaminari to, Ki ni naru otoshigoro» (苦手な雷と、気になるお年頃) | 1 червня 2018  |
| 9  | «Dēto e ikou yo!» (デートへ行こうよ！)                                     | 8 червня 2018  |
| 10 | «Kō-kun Tōjō to Netoge Ribenji» (光くん登場とネトゲリベンジ)               | 15 червня 2018 |
| 11 | «Wotaku ni Koi wa Muzukashī» (ヲタクに恋は難しい)                          | 22 червня 2018 |

### Ігровий фільм
У липні 2018 року компанія Ichijinsha, видавець манґи, повідомила про створення за манґою live-action фільму. Зйомки були заплановані на жовтень-листопад 2018 року, вихід — у 2019 році. Режисер — Юічі Фукува. У ролі Нарумі — Міцукі Такахата, Хіротаки — Кенто Ямадзакі. У грудні 2018 року вихід фільму був перенесений на 2020 рік.

## Сприйняття

### Манґа
У 2015 році у 16-му рейтингу «Книга року» від журналу про книги та манґу «Da Vinci» видавництва Kadokawa манґа «Wotaku ni Koi wa Muzukashii» посіла 48-е місце. Водночас у рейтингу «Kono Manga ga Sugoi!» від компанії Takarajimasha з топ-20 манґ для жінок манґа посіла першу сходинку. У 2017 році манґа посіла 9-е місце з 15 в опитуванні, яке проводилося серед працівників книгарні Honya Club для визначення найкращих манґ, які станом на листопад 2016 року мали менше, ніж 5 томів. У цьому ж році «Wotaku ni Koi wa Muzukashii» була номінована на 41-у щорічну премію манґи «Kodansha» у загальній категорії. У вересні 2017 року манґа виграла Загальні web-манґа вибори (яп. WEBマンガ総選挙), які були проведені компаніями pixiv та Nippon Shuppan Hanbai.